# Вентрис (Луизијана)
Вентрис (енгл. Ventress) насељено је место без административног статуса у америчкој савезној држави Луизијана.

## Демографија
По попису из 2010. године број становника је 890.
| Група             | 2000.    | 2010.       |
| Белци             | 0 (0,0%) | 805 (90,4%) |
| Афроамериканци    | 0 (0,0%) | 60 (6,7%)   |
| Азијати           | 0 (0,0%) | 0 (0,0%)    |
| Хиспаноамериканци | 0 (0,0%) | 24 (2,7%)   |
| Укупно            | 0        | 890         |